# Квічаль мексиканський
Квіча́ль мексиканський (Ridgwayia pinicola) — вид горобцеподібних птахів родини дроздових (Turdidae). Ендемік Мексики. Це єдиний представник монотипового роду Мексиканський квічаль (Ridgwayia), названого на честь американського орнітолога Роберта Ріджвея.

## Опис
Довжина птаха становить 21,5-24 см, вага 67-88 г. Виду притаманний статевий диморфізм. У самців голова, шия і верхня частина спини бурі, поцятковані світлими плямами або смугами. Над очима світло-коричневі "брови". Спина і покривні пера крил бурі, покривні пера мають світлі края. Махові пера чорні з білими плямами, нижні покривні пера крил білі. Хвіст чорний або чорнувато-коричневий, на кінці білувато-сірий. Груди темно-коричневі, решта нижньої частини тіла біла. Дзьоб темно-коричневий. лапи рожевуваті. Самиці мають дещо блідіше забарвлення, помітно поцятковане чорними смугами. Молоді птахи мають чорнувате забарвлення, голова і спина у них поцятковані золотисто-жовтими смужками. Нижня частина тіла у них коричнева або рудувато-коричнева, хвіст чорний, на нижній частині тіла лускоподібний візерунок.

## Підвиди
Виділяють два підвиди:
- R. p. maternalis (Phillips, AR, 1991) — північно-західна Мексика (від південного заходу Чіуауа до півдня Халіско);
- R. p. pinicola (Sclater, PL, 1859) — південно-західна Мексика (від Веракрусу і Мічоакана до півдня Герреро і півдня Оахаки).

## Поширення і екологія
Мексиканські квічалі мешкають в горах на заході Мексики, бродячі птахи також спостерігалися на південному заході США, в штатах Аризона і Техас. Вони живуть у вологих гірських тропічних лісах, що складають переважно з дубу і сосни. Зустрічаються невеликими зграйками, на висоті від 1800 до 3500 м над рівнем моря. Іноді приєднуються до змішаних зграй птахів. Живляться ягодами і комахами, яких шукають в густому підліску. На південному заході Мексики гніздування відбувається у травні-червні. Гніздо чашоподібне, зроблене з трави і моху, в кладці 2-3 блакитнуватих яйця.

## Збереження
МСОП класифікує цей вид як такий, що не потребує особливих заходів зі збереження. За оцінками дослідників, популяція мексиканських квічалів становить від 20 до 50 тисяч птахів. Популяція виду скророчується через знищення природного середовища.